# Hesteantiloper
Hesteantiloper (Hippotraginae) er en underfamilie af skedehornede hovdyr. Hesteantiloper er store kraftige antiloper, hvor begge køn har lange, ringlede horn. Hovedet har et mørkt pande- og næsebånd. Den ret lange hale ender i en dusk.

## Systematik
- Underfamilie Hippotraginae
  - Slægt: Hippotragus (Hesteantiloper)
    - Hesteantilope, Hippotragus equinus
    - Sabelantilope, Hippotragus niger

  - Slægt: Oryx (Spydbukke)
    - Sabeloryx, Oryx dammah
    - Gemsbok, Oryx gazella
    - Arabisk oryx, Oryx leucoryx
    - Østafrikansk oryx, Oryx beisa

  - Slægt: Addax
    - Addax, Addax nasomaculatus